# کریستوفر وارن-گرین
کریستوفر وارن-گرین (انگلیسی: Christopher Warren-Green؛ زادهٔ ۳۰ ژوئیهٔ ۱۹۵۵) رهبر (موسیقی)، آهنگساز اهل بریتانیا است.